# 弦楽四重奏曲第9番 (ドヴォルザーク)
弦楽四重奏曲第9番 ニ短調 作品34（B.75）は、アントニン・ドヴォルザークが1877年12月18日に完成させた弦楽四重奏曲。作曲に着手したのは同年7月であったと考えられているが、12月に12日で書き上げたともいわれる。

## 概要
ドヴォルザークは本作に取り組んでいた時期に2人の子どもを相次いで失っている。次女のルジェナ（1877年8月13日没、10か月）と長男オタカル（1877年9月8日没、3歳半）である。曲はヨハネス・ブラームスへと献呈されている。ドヴォルザークは4年のうちに3回、オーストリア政府の国家奨学金を獲得しているが（1874年、1876年、1877年）、3回目の受賞時に給付金の交付を担う委員会の委員だったブラームスが、自身の出版者であるフリッツ・ジムロックに彼を引き合わせたのであった。ドヴォルザークは感謝の印として本作をブラームスに献呈することに決めたが、献呈を喜んだブラームスが本曲と同時に出版を勧めた第8番にしかジムロックは関心を示さず、結局本曲はシュレジンガーから出版された。
ドヴォルザークは1879年に曲の改訂を行い、HerbertとTruffitによると初演は1881年12月14日にトリエステにおいて、ヘラー四重奏団によって行われた可能性があるという。一方、ショウレクは初演が1882年2月27日、プラハの芸術家協会の音楽部門の演奏会であり、奏者はフェルディナント・ラフナー、ペートル・マレシュ、ヴァーツラフ・ボレツキー、アロイス・ネルダであったとしている。改訂のきっかけは、ブラームスがドヴォルザークを訪れた際にもう一度楽譜をよく見て小さな間違いを修正するよう勧めたことであった。1879年10月15日付のブラームス宛の手紙で、ドヴォルザークは間違いを指摘してくれたことへの謝意を示している。
この頃のドヴォルザークは既に作曲技法において熟達の技を身に着けており、弦楽四重奏曲を作曲するにあたっても先人の模倣から脱していた。その彼はこの作品において、独自の語法によって曲を組み立てている。

## 楽曲構成
全4楽章で構成される。演奏時間は約32分半。

### 第1楽章
Allegro 3/4拍子 ニ短調
ソナタ形式。冒頭から第1ヴァイオリンに譜例1の主題が提示される。この主題の3小節目に見られる音型は楽章を通じて用いられていくことになる。
譜例1
続く主題は弱音に出され、次第に大きな盛り上がりを築いていく。くつろいで、いくらか楽観的な印象を与える。提示部には反復の指示があり、冒頭へ戻って繰り返される。
譜例2
展開部は67小節で大きな規模ではない。前半では主題群が対位法的に絡み合い、後半では譜例1に現れた音型が下降するパッセージと並置される。再現部では主題群が再現されるのみならず、方法を変えて新たに発展させられる。コーダでは速度を上げて、譜例1に由来する音型を用いて勢いよく終止符を打つ。

### 第2楽章
Alla polka, allegretto scherzando 2/4拍子 変ロ長調 - Quasi l'istesso tempo 3/8拍子 変ホ長調
多くの装飾音符を伴い、軽快な調子で開始される（譜例3）。冒頭10小節の前半部分を反復した後、弱音のエピソードとチェロによる譜例3の再現を含む後半部分も反復される。
譜例3
トリオに入る前にコーダが置かれている。拍子と調性を変更したトリオではなだらかな楽想が中心となる（譜例4）。
譜例4
トリオの終わりでは徐々に速度を増しつつピッツィカートが入って主部へ回帰する準備が行われ、スケルツォ・ダ・カーポとなる。

### 第3楽章
Adagio 3/4拍子 ニ長調
二部形式様の形式を取る。ヴァイオリンが重音で主題を奏していく（譜例5）。内省的、思索的で様式的には讃美歌に似る。
譜例5
続く主題はチェロがピッツィカートで伴奏する上に歌われる（譜例6）。2つの主題の間の調性の関係はシューベルトの方法に倣うものとなっている。各楽器の参加により、穏やかながらも盛り上がりを形成する。
譜例6
譜例5の再現はヴィオラが先導する形で行われる。続いて譜例6も再現される。楽章の終わりには譜例2の回想が見られるが、先行楽章からの引用はこの頃までのドヴォルザークにはほとんど見られなかった処理である。しかし、その引用は目立った役割を担うことなく、そのまま勢いを減じて楽章は閉じられる。

### 第4楽章
Poco allegro 6/8拍子 ニ短調
ソナタ形式。冒頭から全楽器が鋭いリズムを刻んで譜例7の主題が提示されていく。小規模なフガート風の経過に続き16分音符のパッセージが主題に対置されていく。
譜例7
次なる主題はヴィオラが導入し、ヴァイオリン、チェロへと受け渡されていく（譜例8）。反復記号により提示部を繰り返す。
譜例8
35小節と短い展開部は、両主題を用いて進められた後でフガート風の掛け合いをきっかけに再現部へと橋渡しされる。コーダには展開部に迫る長さの34小節が割かれており、譜例7の変奏と譜例8に由来するモチーフが回想される。最後にピウ・モッソと加速して一気に終幕となる。本曲は、短調で始まって短調で終わる数少ないドヴォルザーク作品の一つである。